# تشارلز فريدريك رايت
تشارلز فريدريك رايت (بالإنجليزية: Charles Frederick Wright)‏ هو مصرفي وسياسي أمريكي، ولد في 3 مايو 1856، وتوفي في 10 نوفمبر 1925. حزبياً، نشط في الحزب الجمهوري. وقد انتخب أمين صندوق الدولة ‏ وانتخب عضو مجلس النواب الأمريكي.